# Jonathan Brownlee
Pour les articles homonymes, voir Brownlee.
Jonathan Callum Brownlee né le 30 avril 1990 à Leeds en Angleterre est un triathlète  professionnel anglais,  champion du monde de triathlon en 2012, médaillé de bronze puis d'argent lors des Jeux olympiques d'été de Londres en 2012 et de Rio de Janeiro en 2016. Il est le frère cadet d'Alistair Brownlee triathlète professionnel également, double champion du monde de triathlon en 2008 et 2011 et double champion olympique lors des mêmes Jeux olympiques.

## Biographie

### Jeunesse
Jonathan Brownlee étudie à la Bradford Grammar School, une école privée de la ville de Bradford, avant de poursuivre à l'Université de Leeds des études de  chimie, d'histoire et de biologie.

### Carrière en triathlon
Il est double champion du monde de triathlon en 2010 et 2011 sur distance sprint (S) (750 m de natation, 20 km de vélo, 5 km de course à pied) et triple champion du monde par équipes (2011, 2012 et 2014). En 2012, il devient champion du monde de triathlon courte distance (M) et obtient une médaille de bronze aux jeux olympiques de Londres.

#### 2016: seconde médaille olympique
En 2016, il monte plusieurs fois sur le podium des séries mondiales de triathlon et remporte l'étape d'Edmonton au Canada. Sélectionné pour les Jeux olympiques d'été de 2016 à Rio de Janeiro il prend le départ de la course et se trouve dès le début de la partie natation en compagnie de son frère Alistair dans le sillage du  meilleur nageur du circuit, le Slovaque Richard Varga. Ils sortent ensemble pour la première transition et forme une échappée composée d'une dizaine de triathlètes dans laquelle le tenant du titre et frère ainé Alistair Brownlee et Vincent Luis. Ensemble il collabore et impose un rythme élevé pour isoler et « piéger » les coureurs à pied les plus rapides des circuits internationaux et notamment, l'Espagnol Mario Mola et le Sud-Africain Richard Murray dans un peloton de poursuivants, qui perd plus d'une minute sur la tête de course.
Avec plus d'une minute et vingt secondes, il fait partie du  groupe de tête qui entame la course à pied à l'issue de la seconde transition. Rapidement, en compagnie de son frère et du Français Vincent Luis, il prend ses distances avec les autres compétiteurs dont le Sud-Africain Henri Schoeman qui reste toutefois à proximité du trio de tête qui impose un rythme élevé dans la première boucle du parcours pédestre. Dès le second kilomètre, le Français subit l’accélération des deux frères à laquelle il ne peut résister. Les deux frères continuent seuls vers une nouvelle médaille. Lors du dernier tour, son frère Alistair accélère et crée un écart qu'il ne parvient pas à combler. Il passe la ligne d'arrivée quelques instants derrière Alistair et remporte la médaille d'argent après celle de bronze aux Jeux olympiques d'été de 2012 à Londres.

#### Finale dramatique des WTS
Il prend part à la finale des séries mondiales de triathlon (WTS) 2016. Le classement final lui permet de monter sur la deuxième marche du podium à l'issue d'un final dramatique qui marque l'histoire de la compétition.
Dès le départ de la course, le Slovaque Richard Varga est pris par un déport à gauche qui laisse le champ libre au Français Aurélien Raphaël qui sort le premier de l'eau avec dans son sillage les frères Brownlee. Ces derniers prennent rapidement les devants à vélo, pris en chasse par un groupe d'une quarantaine de compétiteurs dans lequel l'Espagnol Mario Mola leader du classement général, se bat pour réduire les écarts. Les deux frères et leurs compagnons d’échappée parviennent malgré tout à poser leurs vélos avec une minute quarante d'avance sur le groupe de chasse, ouvrant à Jonathan Brownlee une possible victoire d'étape synonyme de titre mondial, si trois autres triathlètes s'intercalent entre lui et l'Espagnol qui ne collecterait alors plus suffisamment de points pour maintenir son avance au tableau général.
La course à pied suit également un scénario classique et voit le groupe leader garder son avance. Dans le dernier tour Jonathan Brownlee porte son attaque pour aller chercher la victoire. C'est sans compter sur la chaleur humide et étouffante qui provoque au médaillé olympique une forte déshydratation et un malaise à 500 mètres de l'arrivée. Le Britannique titubant et proche de l’évanouissement s'accroche visiblement très éprouvé à un officiel près d'un poste de ravitaillement. Survient alors son frère Alistair, qui refusant de le voir abandonner, le prend par les bras et le supporte en le remettant en course. Le Sud-Africain Henri Schoeman double les deux frères qui parcourent les 400 derniers mètres ensemble, offrant un spectacle unique et émouvant aux spectateurs qui acclament le geste du champion olympique vis-à-vis de son frère. Alistair « dépose » son frère après la ligne d'arrivée en seconde position. Les secours présents sur place le réaniment rapidement en informant l'assistance que sa santé n'est pas en danger. Finalement, Mario Mola en prenant la cinquième place est sacré champion du monde avec quatre points d'avance sur Jonathan Brownlee et remporte son premier titre mondial,.

### Autres activités
Jonathan Brownlee organise avec son frère ainé et depuis 2013, leur propre triathlon « Brownlee Tri » pour mettre en avant ce sport en Grande-Bretagne auprès des adultes et des enfants britanniques, plus de 1 000 participants et 4 000 spectateurs sont présents à ce rendez-vous de fin septembre.  En France en 2015, Jonathan est licencié au club de triathlon de Sartrouville où il participe au championnat de France des clubs de division une.

## Palmarès
Les tableaux présentent les résultats les plus significatifs (podium) obtenus sur le circuit international de triathlon depuis 2010,,.
| Année | Compétition                                | Pays             | Position           | Temps           |
| ----- | ------------------------------------------ | ---------------- | ------------------ | --------------- |
| 2023  | Championnats d'Europe de triathlon         | Espagne          | Médaille d'argent  | 1 h 48 min 17 s |
| 2022  | Coupe du monde - l'étape d'Arzachena       | Italie           | Médaille d'or      | 0 h 54 min 8 s  |
| 2022  | WTCS Cagliari                              | Italie           | Médaille d'or      | 1 h 40 min 26 s |
| 2021  | Coupe du monde - l'étape d'Arzachena       | Italie           | Médaille d'or      | 0 h 54 min 48 s |
| 2019  | WTS Edmonton                               | Canada           | Médaille d'or      | 54 min 52 s     |
| 2017  | WTS Stockholm                              | Suède            | Médaille d'or      | 1 h 49 min 10 s |
| 2016  | Jeux olympiques - Rio de Janeiro           | Brésil           | Médaille d'argent  | 1 h 45 min 7 s  |
| 2016  | Championnat du monde - Classement Général  |                  | Médaille d'argent  | 4815 points     |
| 2016  | WTS Edmonton                               | Canada           | Médaille d'or      | 0 h 51 min 39 s |
| 2015  | WTS Auckland                               | Nouvelle-Zélande | Médaille d'or      | 1 h 55 min 26 s |
| 2015  | WTS Gold Coast                             | Australie        | Médaille d'or      | 1 h 46 min 53 s |
| 2014  | Championnat du monde - Classement Général  |                  | Médaille de bronze | 4501 points     |
| 2014  | WTS Stockholm                              | Suède            | Médaille d'or      | 0 h 57 min 31 s |
| 2013  | Championnat du monde - Classement Général  |                  | Médaille d'argent  | 4195 points     |
| 2013  | WTS Madrid                                 | Espagne          | Médaille d'or      | 1 h 50 min 42 s |
| 2013  | WTS Hambourg                               | Allemagne        | Médaille d'or      | 0 h 51 min 5 s  |
| 2012  | Jeux olympiques - Londres                  | Royaume-Uni      | Médaille de bronze | 1 h 46 min 56 s |
| 2012  | Championnat du monde - Classement Général  |                  | Médaille d'or      | 4935 points     |
| 2012  | WTS Madrid                                 | Espagne          | Médaille d'or      | 1 h 51 min 49 s |
| 2012  | WTS Stockholm                              | Suède            | Médaille d'or      | 0 h 54 min 24 s |
| 2011  | Championnat du monde - Classement Général  |                  | Médaille d'argent  | 3992 points     |
| 2011  | Championnat du monde sprint - WTS Lausanne | Suisse           | Médaille d'or      | 0 h 51 min 49 s |
| 2010  | Championnat du monde sprint                | Suisse           | Médaille d'or      | 0 h 52 min 23 s |

| Année | Compétition                                        | Pays        | Position          | Temps           |
| ----- | -------------------------------------------------- | ----------- | ----------------- | --------------- |
| 2021  | Jeux olympiques - relais mixte                     | Japon       | Médaille d'or     | 1 h 23 min 41 s |
| 2018  | WTS Nottingham                                     | Royaume-Uni | Médaille d'argent | 1 h 21 min 45 s |
| 2014  | Championnats du monde de triathlon en relais mixte | Allemagne   | Médaille d'or     | 1 h 19 min 7 s  |
| 2012  | Championnats du monde de triathlon en relais mixte | Suède       | Médaille d'or     | 1 h 26 min 48 s |
| 2011  | Championnats du monde de triathlon en relais mixte | Suisse      | Médaille d'or     | 1 h 9 min 29 s  |

| Année | Nombres | Étapes                       |
| ----- | ------- | ---------------------------- |
| 2019  | 1       | Edmonton                     |
| 2017  | 1       | Stockholm                    |
| 2016  | 1       | Edmonton                     |
| 2015  | 2       | Auckland, Gold Coast         |
| 2014  | 1       | Stockholm                    |
| 2013  | 3       | Yokohama, Madrid, Hambourg   |
| 2012  | 3       | San Diego, Madrid, Stockholm |
| 2011  | 1       | Lausanne                     |
| Total | 13      |                              |

| Année | Nombres | Étapes                  |
| ----- | ------- | ----------------------- |
| 2014  | 2       | Quiberon, Embrun        |
| 2013  | 2       | Dunkerque, Sartrouville |
| 2012  | 1       | Nice                    |
| 2010  | 2       | Dunkerque, Beauvais     |
| Total | 7       | 6 villes différentes    |